# Ulstein Group
Ulstein Group ASA es un conglomerado empresarial noruego que centra su negocio en diversas industrias relacionadas con el mundo marino, aunque es conocida principalmente por sus actividades de construcción naval y de diseño de barcos. La unidad de negocio más grande es Ulstein Verft AS, un astillero que fabrica de 3 a 5 navíos al año.  La oficina principal del Ulstein Group se sitúan en la localidad de Ulsteinvik en el municipio de Ulstein, Møre og Romsdal, Noruega.

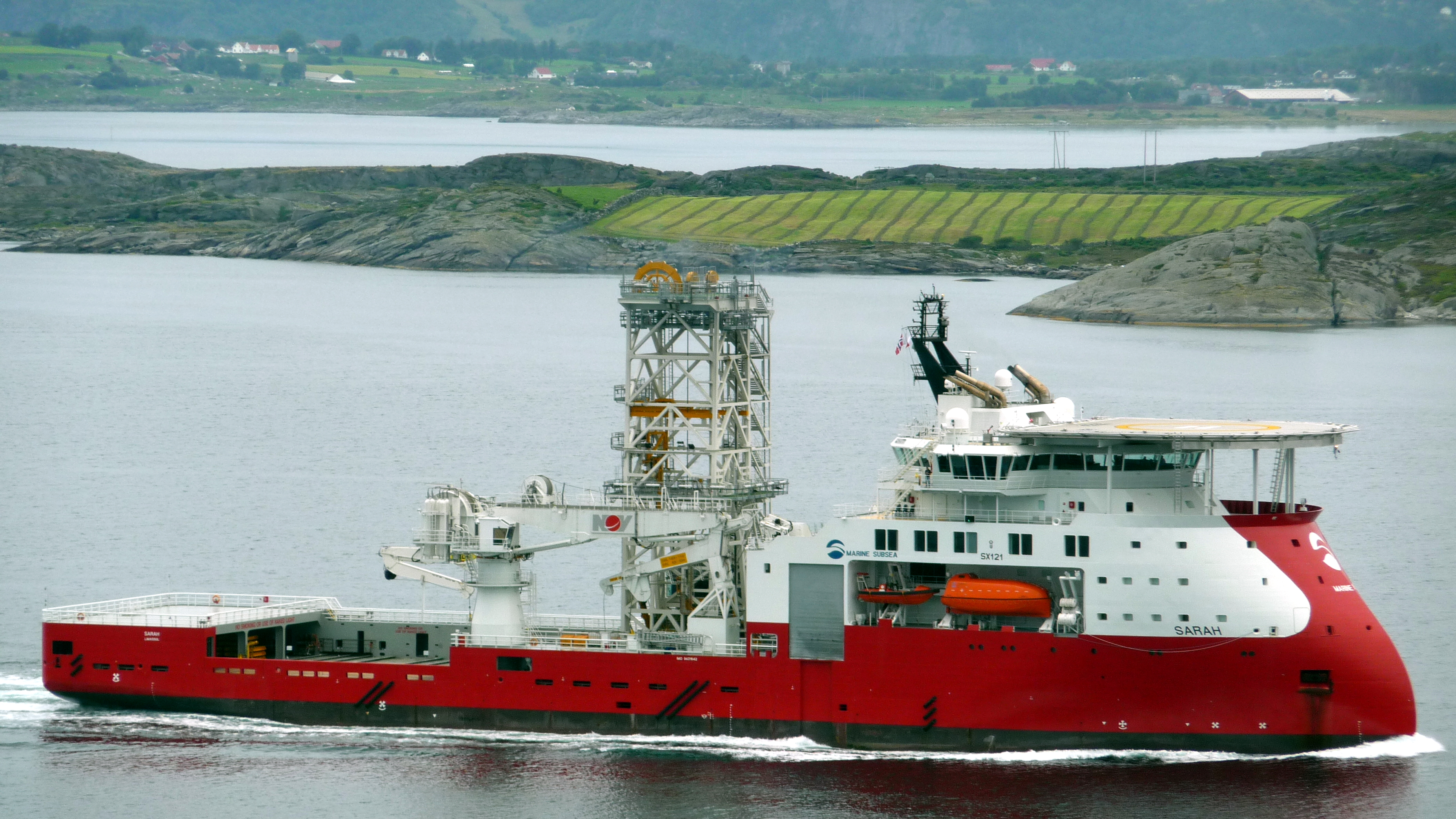
Buque de perforación diseñado por Ulstein, con proa X-Bow.